# Erin Phenix
Erin Ashley Phenix (Cincinnati, 1º marzo 1981) è un'ex nuotatrice statunitense.

## Carriera
Ha fatto parte, anche se solo in batteria, della staffetta 4x100m stile libero che ha vinto la medaglia d'oro alle Olimpiadi di Sydney 2000.

## Palmarès
- Giochi olimpici

Sydney 2000: oro nella 4x100m stile libero.
- Mondiali

Fukuoka 2001: argento nella 4x100m stile libero e nella 4x100m misti.